# Émile Bertaux (historien)
Pour les articles homonymes, voir Émile Bertaux et Bertaux.
Émile Bertaux (né le 23 mai 1869, Fontenay-sous-Bois et mort le 8 janvier 1917 à Paris et inhumé à Villecresnes), est un historien de l’art français.

## Biographie
Fils d'un négociant parisien originaire du Nord-Pas-de-Calais, il fait ses études à Notre-Dame de Sainte-Croix puis au lycée Condorcet à Paris. Agrégé de lettres de l'ENS en 1894, il devient professeur d’histoire de l’art chrétien au Moyen Âge à la Sorbonne. Il est ensuite directeur d’études de la section d’histoire de l’art à l’Institut français de Florence (1909), puis le premier directeur du musée Jacquemart-André à partir de 1912 et le rédacteur en chef de la Gazette des Beaux-Arts. Erudit hispanique, il se consacre pleinement à l'étude de l'histoire de l'art et s'intéresse principalement à l'art hispanique médiéval, soulignant son importance dans la revue de L'Art. Il est également l'auteur des volumes correspondant à la peinture espagnole de la fin du Moyen Âge dans l'Histoire de l'Art d'André Michel. Il a formé entre autres historiens Julien Cain.
Interprète-lieutenant puis capitaine à l'état-major d'une division durant la Première Guerre mondiale, il est ensuite appelé à la tête du service des renseignements de la Direction de l'Aéronautique et se fait aviateur,.Le capitaine Bertaux effectue ainsi des missions aériennes, notamment sur le front italien à Gorizia où il retrouve Gabriele D'Annunzio. Il décède à Paris (16e) le 8 janvier 1917 à 47 ans d'une maladie contractée lors d'une mission dans la Somme. Son nom est inscrit au Panthéon sur le mur à la mémoire des écrivains morts pour la France.
Il a reçu la Grande Médaille de la Société française d’architecture en 1898 et le prix Charles Blanc en 1906. L'Académie des inscriptions et belles-lettres lui rend hommage en lui décernant de façon posthume le Prix Jean-Reynaud en 1920, pour l'ensemble de son œuvre. Il était le gendre de l'historien d'art Gustave Larroumet.

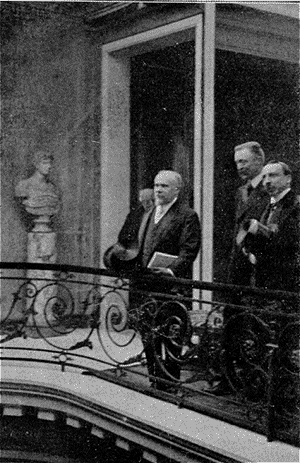
Inauguration du musée Jacquemart-André en décembre 1913. Le président Raymond Poincaré devant la fresque de Tiepolo. Derrière, Émile Bertaux et Léon Bérard.

## Principales publications
- I monumenti medievali della regione del Vulture. Supplément de Napoli nobilissima, VI, Naples, 1897, p. I-XXIV.
- Santa Maria di Donna Regina e l’arte senese a Napoli nel secolo XIV. Naples : Francesco Giannini e figli (« Documenti per la storia e per le arti e le industrie delle provincie napoletane » ; n. s., I), 1899.
- L’Art dans l’Italie méridionale. T. I. De la fin de l’Empire romain à la conquête de Charles d’Anjou, p. XVI-835, Paris : Albert Fontemoing, 1903 ; Rome : École française de Rome, 1968.
- Rome. Vol.1. L’Antiquité ; vol. 2. De l’ère des catacombes à l’avènement de Jules II ; vol. 3. De l’avènement de Jules II à nos jours. Paris : Renouard, H. Laurens (« Les Villes d’art célèbres »), 1904-1905, prix Charles Blanc de l’Académie française en 1905 ; réimp. Paris : 1907 et 1913.
- Donatello. Paris : Plon-Nourrit et Cie (« Les Maîtres de l’art »), 1910.
- Études d’histoire et d’art. Paris : Hachette et Cie, 1911. éd. révisée de « Le Tombeau d’une reine de France à Cosenza en Calabre », Gazette des Beaux-Arts, XIX, 1898, p. 265-276, 369-378 ; « Les saints Louis dans l’art italien », Revue des deux mondes, LXX, 158, 1900, p. 616-634 ; « Botticelli costumier », Revue de l’art ancien et moderne, XXI, 1907, p. 269-286, 375-392 ; « Monuments et Souvenirs des Borgia dans le royaume de Valence », Gazette des Beaux-Arts, XXXIX, 1908, p. 89-113, 198-220.
- Exposición retrospectiva de arte., Paris, 1910
- Barcelone et la Catalogne : Figueras, Gérone, Olot, Ripoll, Vich, Le Montserrat, Cardona, Paris, Hachette, 1912, 64 p. (lire en ligne)
- Henry Roujon et Émile Bertaux, « Les collections Jacquemart-André », L'Illustration,‎ décembre 1913, p. 30-53 (lire en ligne).